# Eriocaulon cuspidatum
Eriocaulon cuspidatum är en gräsväxtart som beskrevs av Nicol Alexander Dalzell. Eriocaulon cuspidatum ingår i släktet Eriocaulon och familjen Eriocaulaceae. IUCN kategoriserar arten globalt som livskraftig. Inga underarter finns listade i Catalogue of Life.